# FK Drina Zvornik
FK Drina Zvornik is een Servisch-Bosnische voetbalclub uit Zvornik. De club promoveerde in 2010 naar de hoogste klasse maar degradeerde direct weer terug naar de Eerste Divisie Republika Srpska. In 2014 keerde de club terug in de Premijer Liga. Na twee seizoenen degradeerde de club terug. 

## Erelijst
- Eerste Divisie Republika Srpska: 2010, 2014